# 天主教米蘇拉塔宗座監牧區
天主教米蘇拉塔宗座監牧區（拉丁語：Praefectura Apostolica Misuratensis）是利比亞一個羅馬天主教宗座代牧區，直屬教廷。
監牧區成立於1939年6月22日。1969年有教友1,100人（佔轄區總人口0.4%）、四個堂區、五名司鐸。目前宗座監牧席位懸空。